# Suidbert-Kirche (Wriedel)

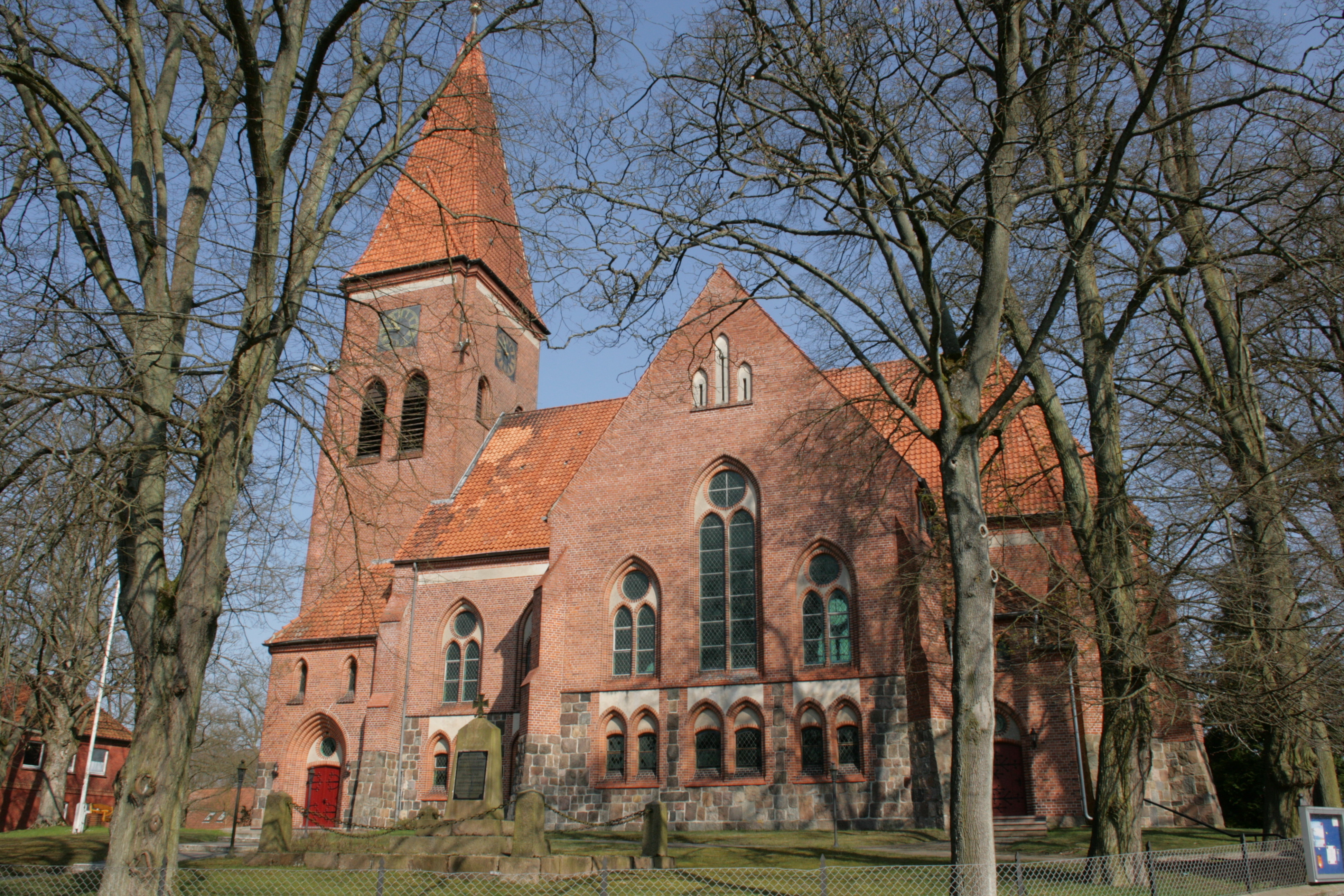
Suidbert-Kirche in Wriedel

Die evangelisch-lutherische  Suidbert-Kirche steht in Wriedel im niedersächsischen Landkreis Uelzen.

## Geschichte
Der heutige neugotische Kirchenbau hat zwei Vorgängerbauten. Erstmals urkundlich erwähnt wurde ein Feldsteinbau im Jahr 1325. Wegen Baufälligkeit wurde die Feldsteinkirche 1829 durch eine Fachwerkkirche ersetzt, welche aufgrund des schlechten Zustandes zwischen 1912 und 1913 durch das heutige Kirchengebäude vom Uelzener Architekten Eberhard Warnecke ersetzt wurde. Die Ausstattung der Kirche stammt aus der Bauzeit des Gebäudes.

## Architektur
Das Gebäude ist ein gewölbter Backsteinbau, das durch eine an die frühe Gotik erinnernde Formsprache gekennzeichnet ist. Es gliedert sich in den kraftvollen Westturm, das Lang- sowie Querhaus und einen polygonalen Ostschluss. Das breite Querhaus tritt nur leicht aus dem Langhaus hervor, wodurch der Innenraum den Eindruck eines Zentralbaus erweckt. Das Gebäude besitzt einen Feldsteinsockel und eine darüber liegende Backsteinfassade, die durch Schmuckelemente aus Putz ergänzt wird. Im Bereich der Kirchenschiffe wird das Mauerwerk durch zahlreiche Fenster durchbrochen.

## Orgel
Die Kirchenorgel wurde 1913 von Furtwängler & Hammer gebaut. 1992 wurde sie von der Firma Georg Jann weitgehend erneuert und erweitert.